# Boloňská omáčka
Boloňská omáčka (italsky ragù alla bolognese, ragù bolognese nebo jednoduše ragù) je italská omáčka založená na mase, jež je typická pro město Bologna. Tradičně se používá pro přípravu tagliatelle al ragù nebo lasagne alla bolognese, ale může být servírována i s jinými druhy těstovin, například s pappardelle nebo fettuccine. Ve světě je často servírována s špagetami jako boloňské špagety, ač italská kuchyně takovou kombinaci nezná, a je připravována s větším podílem rajčat, čímž se podobá spíše ragù alla napoletana „neapolské omáčce“.

## Původ a varianty
Původ boloňské omáčky se váže k francouzskému pokrmu zvanému ragoût, jež získal na oblibě v 18. století. Nejstarší známý recept na ragú servírované s omáčkou pochází z města Imola nedaleko Bologni kde ho na konci 18. století servíroval Alberto Alvisi, kuchař kardinála Barnaby Chiaramontiho, pozdějšího papeže Pia VII. Pellegrino Artusi, autor známé kuchařské knihy, v roce 1891 publikoval recept na maccheroni alla bolognese, jež se skládal právě z těstovin a ragú, přičemž slovo macheronni v té době mohlo označovat jakékoliv těstoviny. V tomto receptu bylo použito libové telecí, pancetta, máslo, cibule a mrkev a těstoviny s omáčkou byly nakonec posypány parmazánem.
Až později byla do receptu přidána rajčata, často také víno a mléko a typicky užívaným masem se stalo hovězí. Organizace Accademia Italiana della Cucina „Italská kuchařská akademie“ v roce 1982 vydala „tradiční recept na boloňskou omáčku“ jenž obsahuje hovězí hrudí, čerstvou neuzenou pancettu, cibuli, mrkev, celer, passatu či rajčatové pyré, masový vývar, suché bílé víno, mléko, sůl a pepř. Na počátku 21. století vaří italští kuchaři v mnoha různých variantách.

## Špagety bolognese
Špagety bolognese jsou oblíbeným pokrmem mimo Itálii, především ve zbytku Evropy, Spojených státech a Asijsko-pacifickém regionu, nejsou však součástí tradiční italské kuchyně. Omáčka ke špagetám se skládá z rajčat, česneku, vína a bylinek, přičemž hovězí maso může být nahrazeno i jiným druhem, čímž se podobá spíše omáčce neapolské. Zároveň může být omáčky oproti těstovinám více než je typické v Itálii. Původ pokrmu pravděpodobně leží v komunitách italských imigrantů ve Spojených státech či Velké Británii.